# Gaetano Errico
Gaetano Errico, född 19 oktober 1791 i Secondigliano, Neapel, Italien, död där 29 oktober 1860, var en italiensk romersk-katolsk präst och ordensgrundare. Han vördas som helgon inom Romersk-katolska kyrkan, med minnesdag den 29 oktober. 
Errico grundade år 1833 Missionari dei Sacri Cuori di Gesù e Maria, en kongregation med huvudsyfte att vittna om kärleken till Jesu och Marie heliga hjärtan. Kongregationen har sitt säte vid kyrkan Santa Maria in Publicolis i Rom.
Gaetano Errico helgonförklarades av påve Benedikt XVI den 12 oktober 2008.